# Леукон
Леукон је најсложенији тип грађе сунђера, код кога је мезоглеја развијена више него код простијих, аскон и сикон типа. Сунђери леукон типа грађе достижу највеће димензије, од неколико cm до преко 1m. Код леукон сунђера проток воде се остварује кроз комплексну мрежу канала у крупном телу сунђера. У оваквој мрежи канала образују се многобројне ситне комора обложене хоанодермом, уместо радијалних канала код сикон типа. 
Сферичне коморица са хоаноцитама се налазе на прелазу доводних у одводне канале. Велики спонгоцел и један оскулум, који су присутни код аскон и сикон типова грађе, овде су замењени излазним каналима малих пречника и често већим бројем оскула. Коморе са хоаноцитама су веома бројне - у 1mm³ тела леукон сунђера налази се око 10000 коморица, свака са око 60 хоаноцита. Овим је знатно повећана површина хоанодерма истовремено смањујући запремину воде која треба да се покреће.
Ток воде кроз леукон сунђер: доводни канал - прозопиле - коморе са хоаноцитама - апопиле - одводни канали - већи одводни канали - оскула.